# 트레과코
트레과코(스페인어: Treguaco)는 칠레 비오비오주 뉴블레 현의 코무나이다.